# Brandenberger Ache
La Brandenberger Ache est une rivière de 22 km de long, située dans le district de Kufstein et le land du Tyrol en Autriche.
Elle est un affluent en rive gauche de l'Inn dans laquelle elle se jette au niveau de la ville de Rattenberg.